# Parachicos
Les parachicos sont des danses traditionnelles mexicaines de Chiapa de Corzo, dans le Chiapas. Ce sont des offrandes rituelles à trois saints catholiques : saint Antoine Abbot, Christ noir d'Esquipulas et saint Sébastien. On appelle également Parachicos les danseurs, qui portent un masque en bois, une coiffe, une couverture, un châle et des rubans.
Cette tradition a été inscrite au patrimoine culturel immatériel de l'humanité de l'UNESCO le 16 novembre 2010.

## Présentation

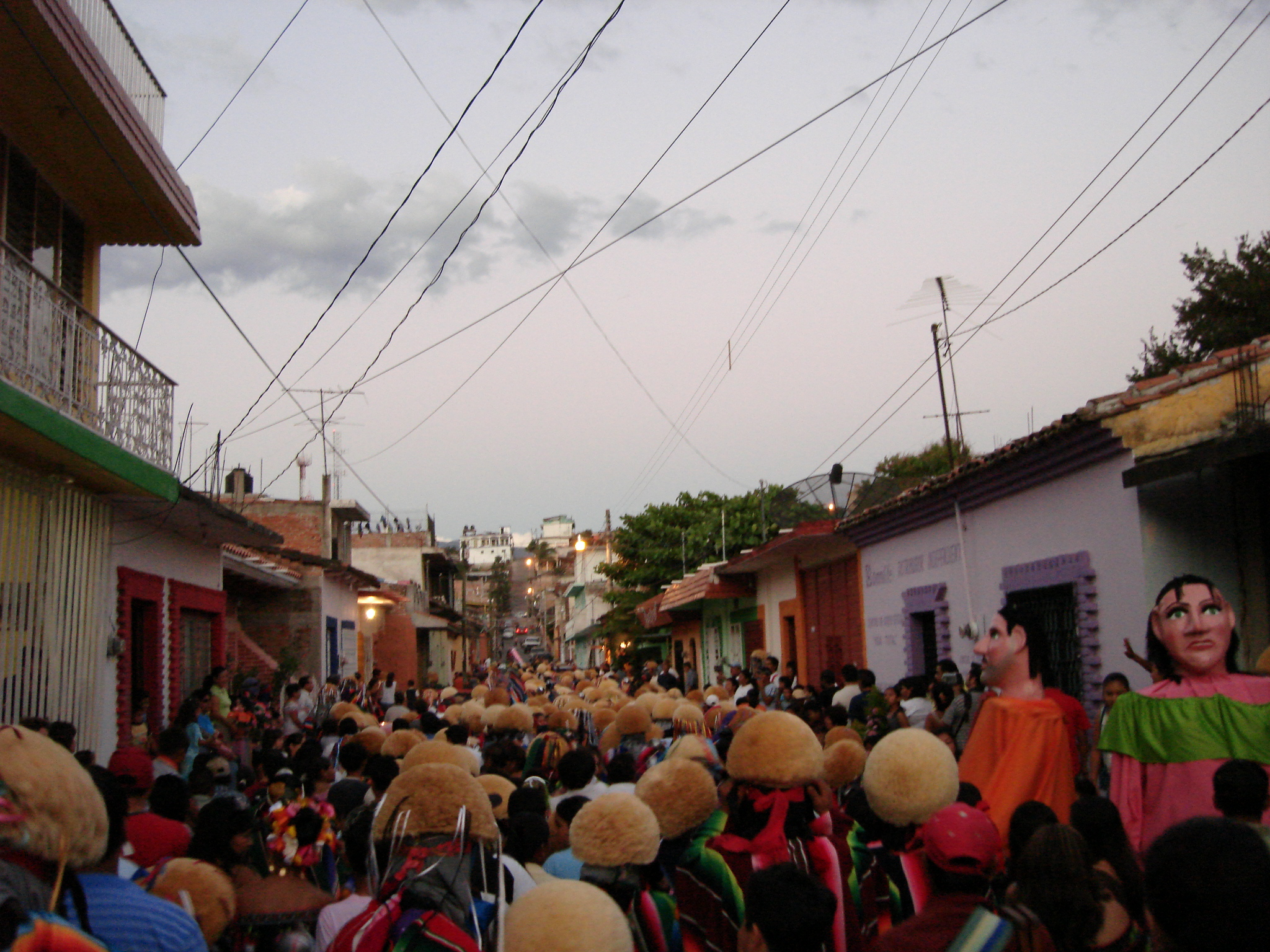
parachicos à Chiapa de Corzo en janvier 2007.
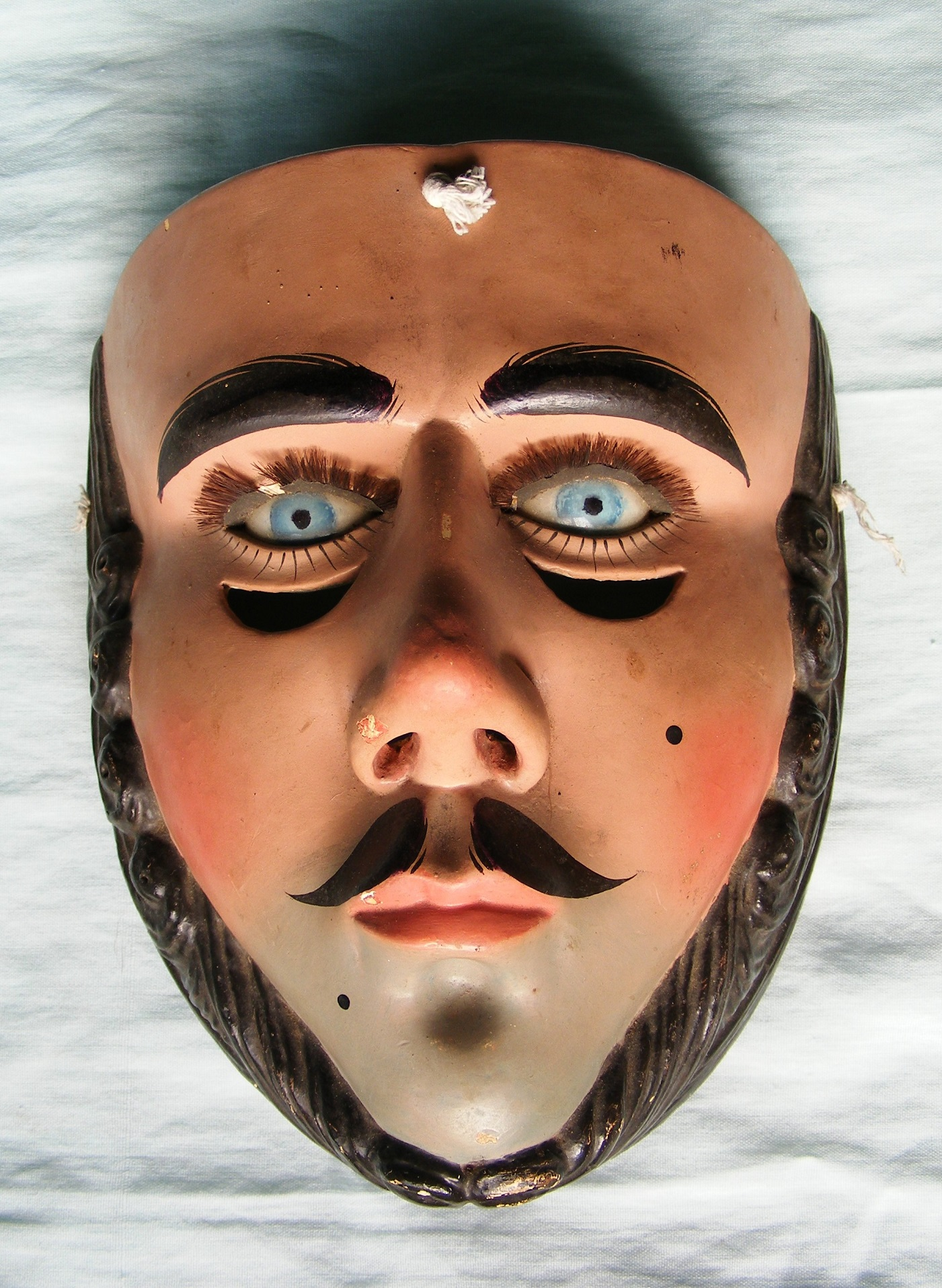
ancien masque de parachico.
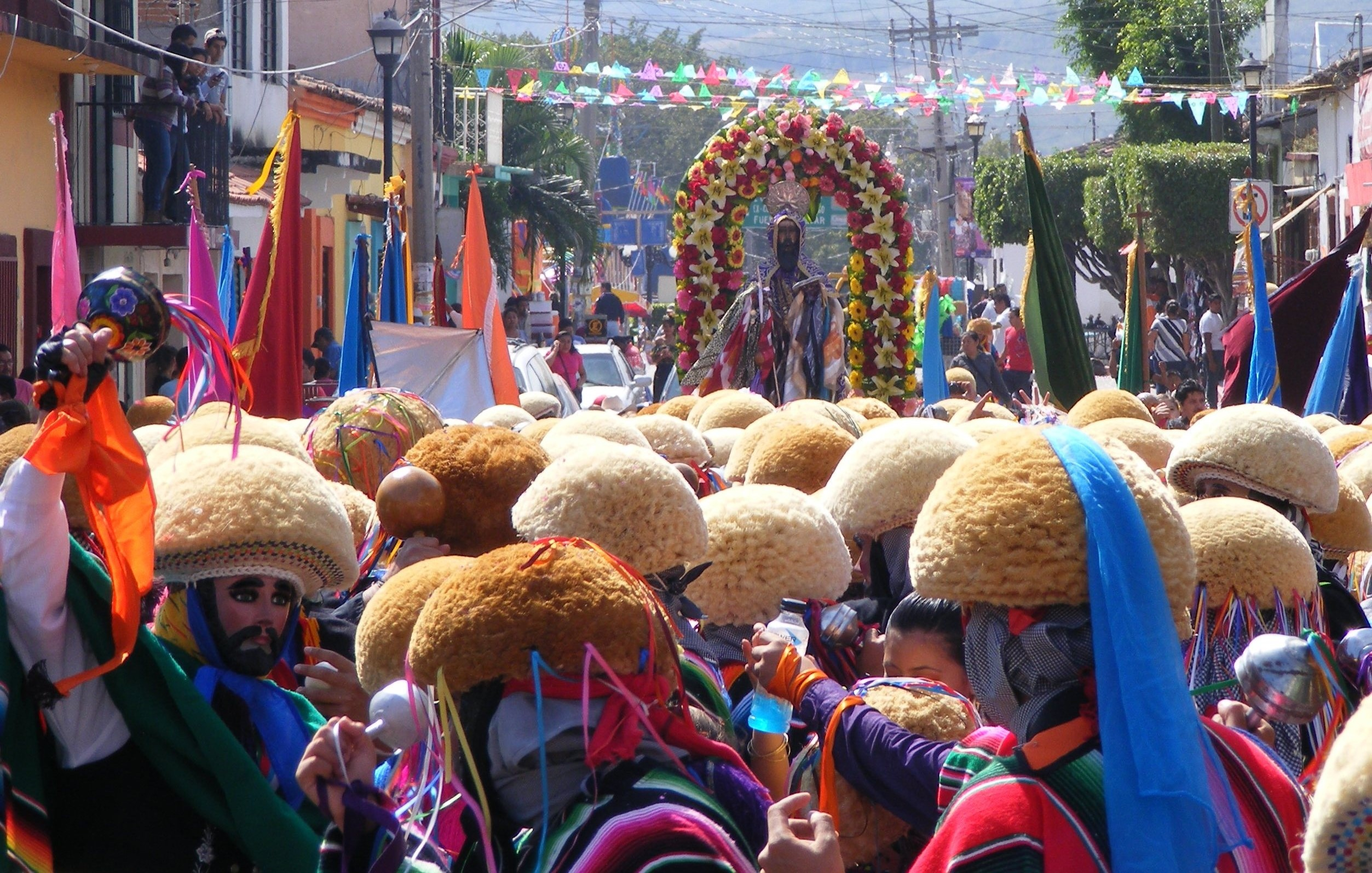
Parachicos en procession de San Antonio Abad.